# Bratsberg (Trondheim)
Bratsberg este o localitate din comuna Trondheim, provincia Sør-Trøndelag, Norvegia, cu o suprafață de 0,26 km² și o populație de 402 locuitori (2013).